# Paraisometrum mileense
Paraisometrum mileense là một loài thực vật có hoa trong họ Tai voi. Loài này được W.T. Wang mô tả khoa học đầu tiên năm 1997.